# Tramwaje w Ust-Kamienogorsku
Tramwaje w Ust-Kamienogorsku − system komunikacji tramwajowej w Ust-Kamienogorsku w Kazachstanie.

## Historia
Tramwaje w Ust-Kamienogorsku uruchomiono 6 listopada 1959 r., a budowę rozpoczęto dwa lata wcześniej. W latach 80. XX wieku w mieście było 6 linii: 
- 1: KazCINK – Wokzał
- 2: Maszzawod (WMZ) – Wokzał
- 3: Zaszczita – Wokzał
- 4: Pieriejezd – Wokzał
- 5: SCK – Maszzawod (WMZ)
- 6: Pieriejezd – Maszzawod (WMZ)

W 1978 r. zawieszono linie 5 i 6, które kursowały tylko w szczycie, od tego czasu siatka połączeń obejmowała 4 linie:
- 1: KazCINK – Wokzał
- 2: Maszzawod (WMZ) – Wokzał
- 3: Zaszczita – Wokzał
- 4: Pieriejezd – Wokzał

W lipcu 2015 r. miejski przewoźnik Ust-Kamienogorskij Tramwajnyj Park zapowiedział likwidację systemu tramwajowego w ciągu dwóch miesięcy z powodu groźby bankructwa przedsiębiorstwa (przyczyną były zaległości płatnicze wobec pracowników i kooperantów) i ogłosił, że znalazł nabywcę na wagony, szyny, wózki i maszyny utrzymania technicznego, co pozwoliłoby pokryć zobowiązania i zakończyć działalności firmy. Ostatecznie dzięki interwencji miasta bieżące długi zostały spłacone, jednak kondycja spółki nadal pozostawała zła. W związku z oszczędnościami jedną linię zawieszono, a na trzech pozostałych zmniejszono częstotliwość kursowania. Ostatecznie z powodu złej sytuacji finansowej i taborowej 4 marca 2018 r. komunikacja tramwajowa została w całości zawieszona. Kursy przywrócono 18 maja 2018 r. po reorganizacji przewoźnika i utworzeniu firmy Transportnaja Kompanija Ust-Kamienogorska. Wznowiono ruch na dwóch z trzech istniejących tras, zapowiedziano wznowienie nieprowadzonych od 1997 r. napraw infrastruktury liniowej i energetycznej i podjęto starania sprowadzenia z Ałmaty tramwajów Tatra KT4DtM.

## Linie
Stan z 2016 r.:
| Numer | Trasa                                     |
| ----- | ----------------------------------------- |
| 1     | Öskemen stancijasy – Kazmyrysz            |
| 2     | Öskemen stancijasy – Szygysmaszzawod      |
| 3     | Öskemen stancijasy – Öskemen-1 stancijasy |
| 4     | Öskemen stancijasy – UMZ                  |

## Tabor
W marcu 2021 r. ilostan taboru był następujący:
| Zdjęcie        | Typ            | Eksploatacja od | Liczba |
| -------------- | -------------- | --------------- | ------ |
|                | KTM-5M3        | 1977            | 25     |
|                | LM-99K         | 1999            | 1      |
|                | Tatra KT4DtM   | 2018            | 13     |
| Łączna liczba: | Łączna liczba: | Łączna liczba:  | 39     |